# Mary Richardson

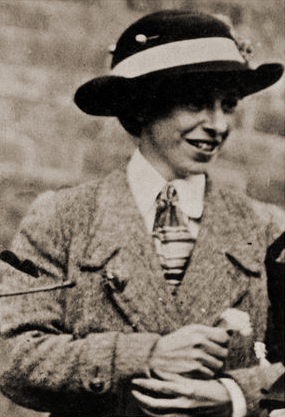

Mary Raleigh Richardson (1882/3 - 7 de novembro de 1961) foi uma sufragista canadense ativa no movimento do sufrágio das mulheres no Reino Unido. Foi também incendiária e mais tarde chefe da seção das mulheres da União Britânica de Fascistas (BUF), liderada por Sir Oswald Mosley.